# 中國優通
中國優通控股有限公司，簡稱中國優通控股，以及中國優通（英語：CHINA U-TON HOLDINGS LIMITED，港交所：6168），在1999年，由姜長青（董事長）於河北石家莊（總部）成立「石家莊求實通信設備有限公司」。
業務在中國內地經營光纖佈放服務、服務網絡、弱電設備集成服務和其他業務。
股份在2012年6月12日於港交所創業板上市，當時代碼為8232.HK。配售股份價格為0.34港元，配售股份為4.2億股，集資額為1.4億港元，其後在2014年8月1日於港交所轉往主板上市。

## 外部連結
- chinauton.com.hk